# Найдек, Владимир Леонтьевич
Владимир Леонтьевич Найдек (9 августа 1937, Васильевка, Запорожская область — 25 марта 2022, Киев) — советский и украинский учёный в области материаловедения и металлургии, доктор технических наук, академик Национальной академии наук Украины (1995), заслуженный деятель науки и техники Украины, лауреат Государственной премии Украины в области науки и техники.

## Биография
Владимир Найдек родился 9 августа 1937 года в г. Васильевке Запорожской области.
В 1959 году после окончания с отличием Киевского политехнического института остался работать в вузе на преподавательской работе, одновременно учась в аспирантуре и будучи ассистентом на кафедре автоматизации тепловых процессов промышленных предприятий.
В 1963 году он досрочно защитил кандидатскую диссертацию, посвящённую проблемам совершенствования теплового режима 250 и 500-тонных мартеновских печей и систем его автоматического регулирования в условиях Алчевского металлургического завода.
Владимир Найдек вместе с другими сотрудниками Киевского политехнического института и работниками Алчевского металлургического завода начал исследование возможностей вдувания в сталеплавильную ванну сжиженного кислорода вместо газообразного. В дальнейшем эти исследования были продолжены в Институте проблем литья АН УССР, где в конце 1968 года он стал старшим научным сотрудником.
В 1974 году он стал руководителем лаборатории плавки и рафинирования сплавов Институте проблем литья АН УССР, а в 1979 году был назначен заместителем директора по научной работе Института проблем литья АН УССР.
В 1986 году им была успешно защищена докторская диссертация, в которой были обоснованы основы теории взаимодействия фаз, технология и оборудование для плазменной обработки сплавов с одновременной подачей реагентов в высокотемпературную зону погруженного в расплав плазменной струи. Позже эти процессе и оборудования были применены на многих металлургических предприятиях.
В 1988 году В. Найдек стал директором Института проблем литья АН УССР и руководителем научного отдела плавки и рафинирования сплавов. По его инициативе 1990 годов была создана ассоциация литейщиков Украины, президентом которой он был избран, и возглавлял долгое время.
Скончался 25 марта 2022 года.

## Научное наследие
Работы Владимира Леонтьевича посвящены изучению процессов перераспределения легирующих элементов, изменения морфологии, размеров и характера размещения неметаллических включений в сталях различного типа под действием лазерного излучения, в которых раскрыты механизмы аномального переноса элементов под воздействием лазерного воздействия, определены режимы обработки, обеспечивающих заданное изменение концентрации легирующих элементов в зоне воздействия. Эти исследования дали возможность повысить стойкость стальных изделий, эксплуатируемых в условиях интенсивного износа.
Владимир Найдек — автор 300 научных трудах и 108 авторских свидетельств на изобретения и патентов.
Под научным руководством Л. Найдека защищено 5 докторских и 14 кандидатских диссертаций.

## Общественная деятельность
Владимир Найдек принимал активное участие в общественной деятельности.
- Почётный президент Ассоциации литейщиков Украины
- Председатель металлургической секции Комитета по Государственным премиям Украины в области науки и техники
- Председатель экспертного совета по металлургии ГАК Украины
- Член Экспертного совета НАН Украины по вопросам научно-технической экспертизы инновационных проектов технологических парков
- Сопредседатель координационного совета Министерства образования и науки Украины по приоритетному направлению «Экологически чистая энергетика и ресурсосберегающие технологии»
- Председатель межведомственного научно-технического совета Украины по проблемам внепечной обработки и непрерывной разливки стали
- Член специализированного учёного совета по присвоению научных степеней

При его участии в организационном комитете 1993 года в г. Киеве была впервые проведена коммерческая выставка-ярмарка «Литьё-93», которая стала ежегодной.
Кроме того, он являлся главным редактором журналов «Процессы литья» и «Металл и литьё Украины», а также входил в состав редакционных коллегий журналов «Металловедение и обработка металлов», а также журнала «Литейное производство» (Россия).

## Награды
- Орден «За заслуги» ІІІ степени (2003)[3]
- Почётная грамота Президиума Верховного Совета УССР
- Заслуженный деятель науки и техники Украины
- Государственная премия Украины в области науки и техники
- Премия НАН Украины имени З. И. Некрасова.